# 里見駅
里見駅（さとみえき）は、千葉県市原市平野にある、小湊鉄道線の駅である。駅本屋は国の登録有形文化財に登録されている。

## 歴史
1925年（大正14年）3月7日開業。駅名は、当時この地域が市原郡里見村であったことによる。
当駅からは万田野まで1キロメートル（km）の砂利採取線が延びていたが、トラック輸送の発達により1963年（昭和38年）に廃止された。同線は廃止以来長らく放置状態にあったが、近年保線区員により見学に適した状態に整備された。
2013年（平成25年）4月、当駅のある加茂地区において、高滝小学校・白鳥小学校・里見小学校・富山小学校の4小学校が統合され、加茂中学校敷地内に統合した小学校を併設した小中一貫教育校・市原市立加茂学園が開校した。ここに通う小中学生の列車通学に対応するため、国・市原市・小湊鉄道が総額8,000万円を負担し、開校を控えた同年3月16日に列車交換の復活、駅長（駅係員）再配置化へ向けた再整備を行った。無人化後、日時を限って駅事務室内で営業していた喫茶店は、有人化に際し改札の横に移された。

### 年表
- 1925年（大正14年）3月7日：開業。
- 1963年（昭和38年）：砂利採取線廃止。
- 1998年（平成10年）9月16日：島式ホーム使用停止。
- 2002年（平成14年）3月24日：無人駅となる。
- 2006年（平成18年）3月18日：終始発列車が設定される。
- 2013年（平成25年）3月16日：ダイヤ改正より列車交換（行き違い）が可能な列車交換駅となり島式ホームの使用を再開。それに伴い駅係員の配置を再開する。
- 2016年（平成28年）11月18日：駅本屋について、国の有形文化財（建造物）への登録が答申される[広報 1][5]。
- 2017年（平成29年）5月2日：「小湊鉄道里見駅本屋」として国の登録有形文化財に正式登録される。

## 駅構造
千鳥状の単式ホーム2面2線を持つ地上駅。1998年9月16日に一旦交換設備の運用を停止するまでは、単式ホーム・島式ホーム複合型2面3線であった。2013年3月16日から当駅での列車交換を再開する際、島式ホーム内側の2番線を引込み線化し外側の3番線が新たに2番線に改称され、駅舎側ホーム(1番線)が下り列車（養老渓谷・上総中野方面）、対向ホーム(2番線)が上り列車（上総牛久・五井方面）の発着となった。
駅舎は木造駅舎で、古くからのものである。駅舎の中には駅事務室と待合所があり、事務室において閉塞扱いを行っている。
また、上総牛久 - 上総中野間で唯一の行き違いが可能な駅である。当駅より終点の上総中野までは全駅単線でスタフ閉塞区間であるため、進入できるのは1列車のみである。

### のりば
| 番線 | 路線        | 方向 | 行先         |
| ---- | ----------- | ---- | ------------ |
| 1    | ■小湊鉄道線 | 下り | 上総中野方面 |
| 2    | ■小湊鉄道線 | 上り | 五井方面     |

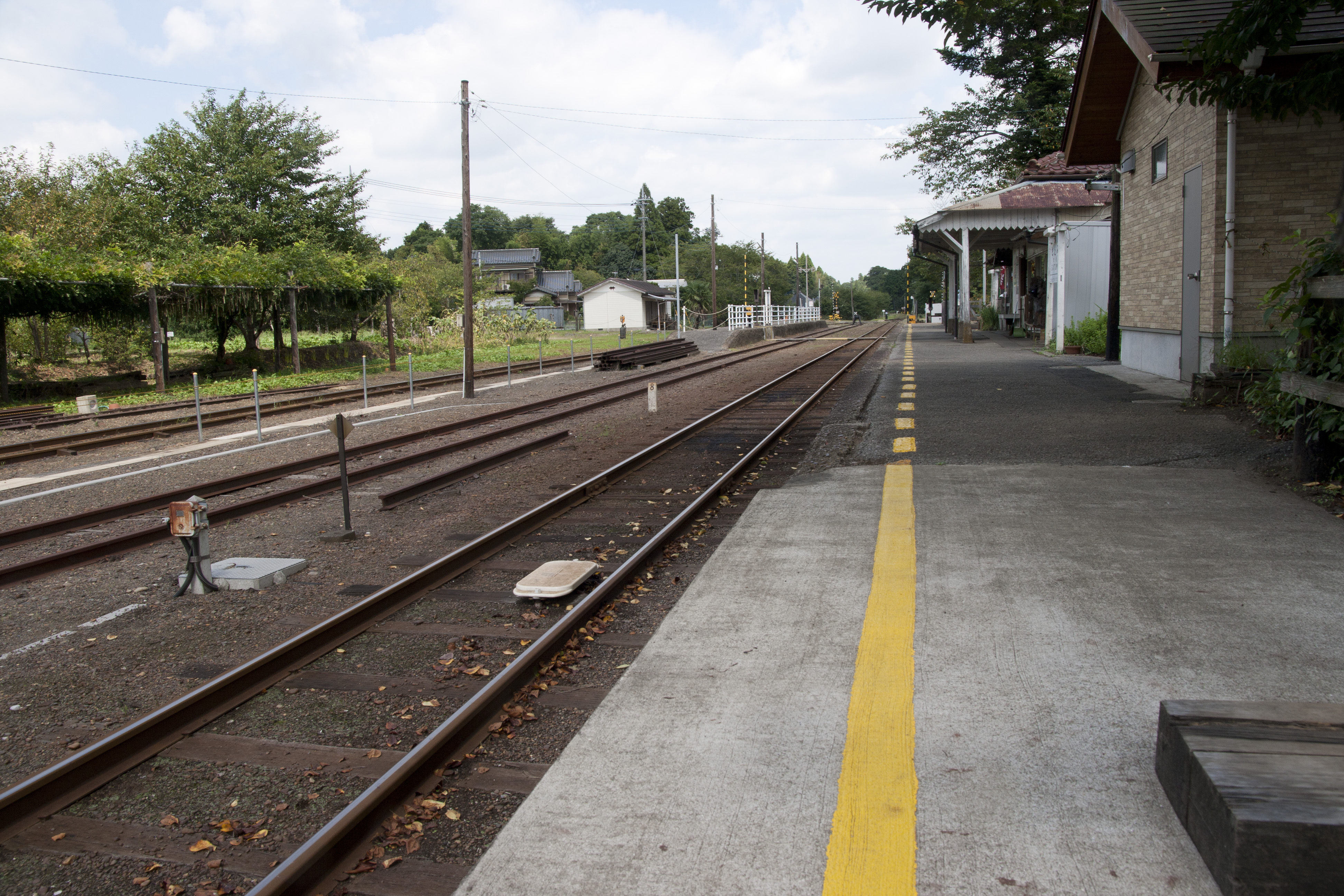
駅ホーム（2017年9月）
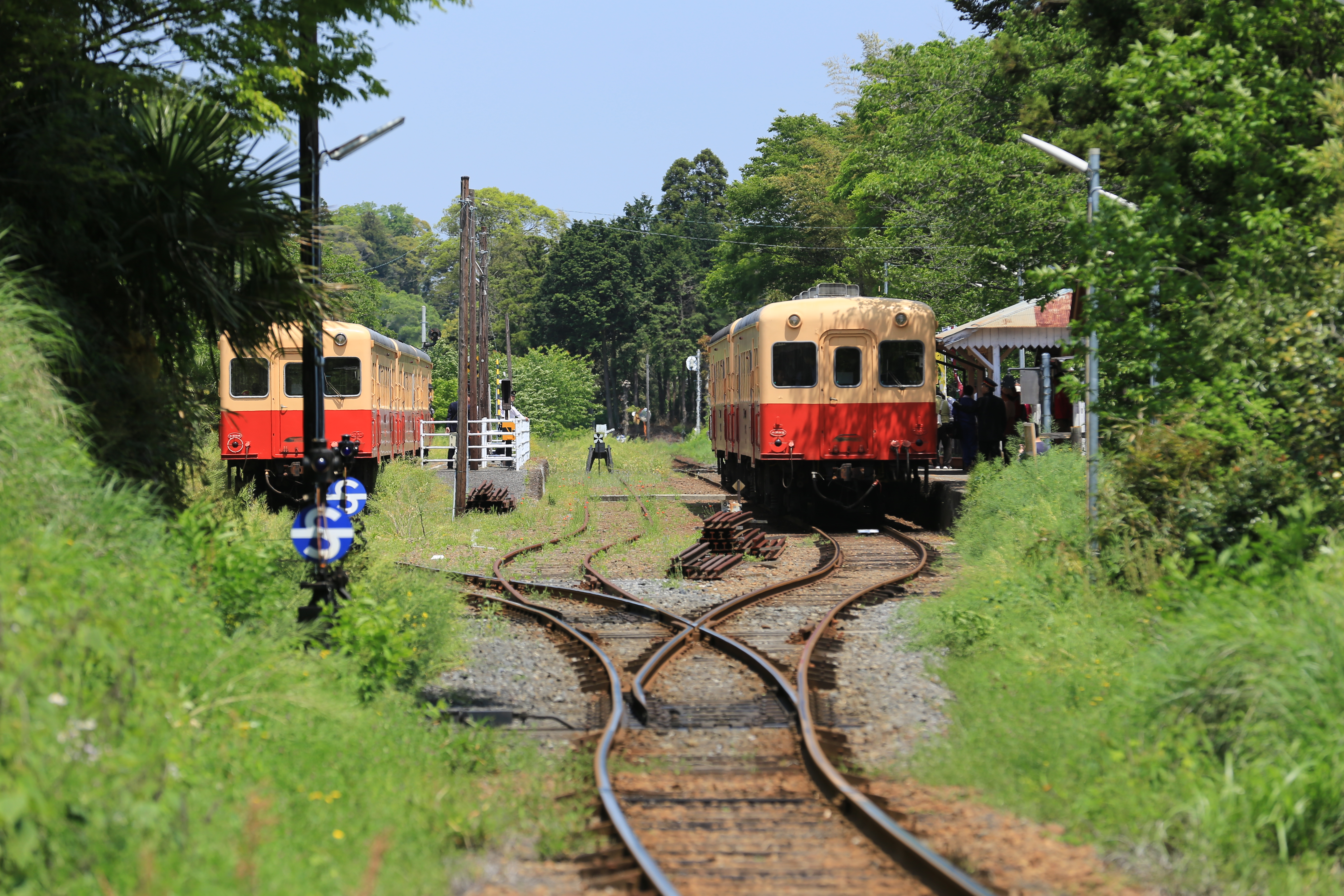
駅南側より望む上下線の列車交換（2016年4月）※中線は引込線

## 利用状況
2022年度の1日平均乗車人員は34人である。
近年の一日平均乗車人員推移は下表の通り。
| 乗車人員推移       | 乗車人員推移      | 乗車人員推移 |
| 年度               | 一日平均 乗車人員 | 備考         |
| ------------------ | ----------------- | ------------ |
| 1986年（昭和61年） | 253               | [ * 2 ]      |
| 2007年（平成19年） | 31                | [ * 3 ]      |
| 2008年（平成20年） | 22                | [ * 4 ]      |
| 2009年（平成21年） | 17                | [ * 5 ]      |
| 2010年（平成22年） | 16                | [ * 6 ]      |
| 2011年（平成23年） | 13                | [ * 7 ]      |
| 2012年（平成24年） | 13                | [ * 8 ]      |
| 2013年（平成25年） | 64                | [ * 9 ]      |
| 2014年（平成26年） | 58                | [ * 10 ]     |
| 2015年（平成27年） | 60                | [ * 11 ]     |
| 2016年（平成28年） | 69                | [ * 12 ]     |
| 2017年（平成29年） | 62                | [ * 13 ]     |
| 2018年（平成30年） | 56                | [ * 14 ]     |
| 2019年（令和元年） | 43                | [ * 15 ]     |
| 2020年（令和02年） | 30                | [ * 16 ]     |
| 2021年（令和03年） | 23                | [ * 17 ]     |
| 2022年（令和04年） | 34                | [ * 1 ]      |

## 駅周辺

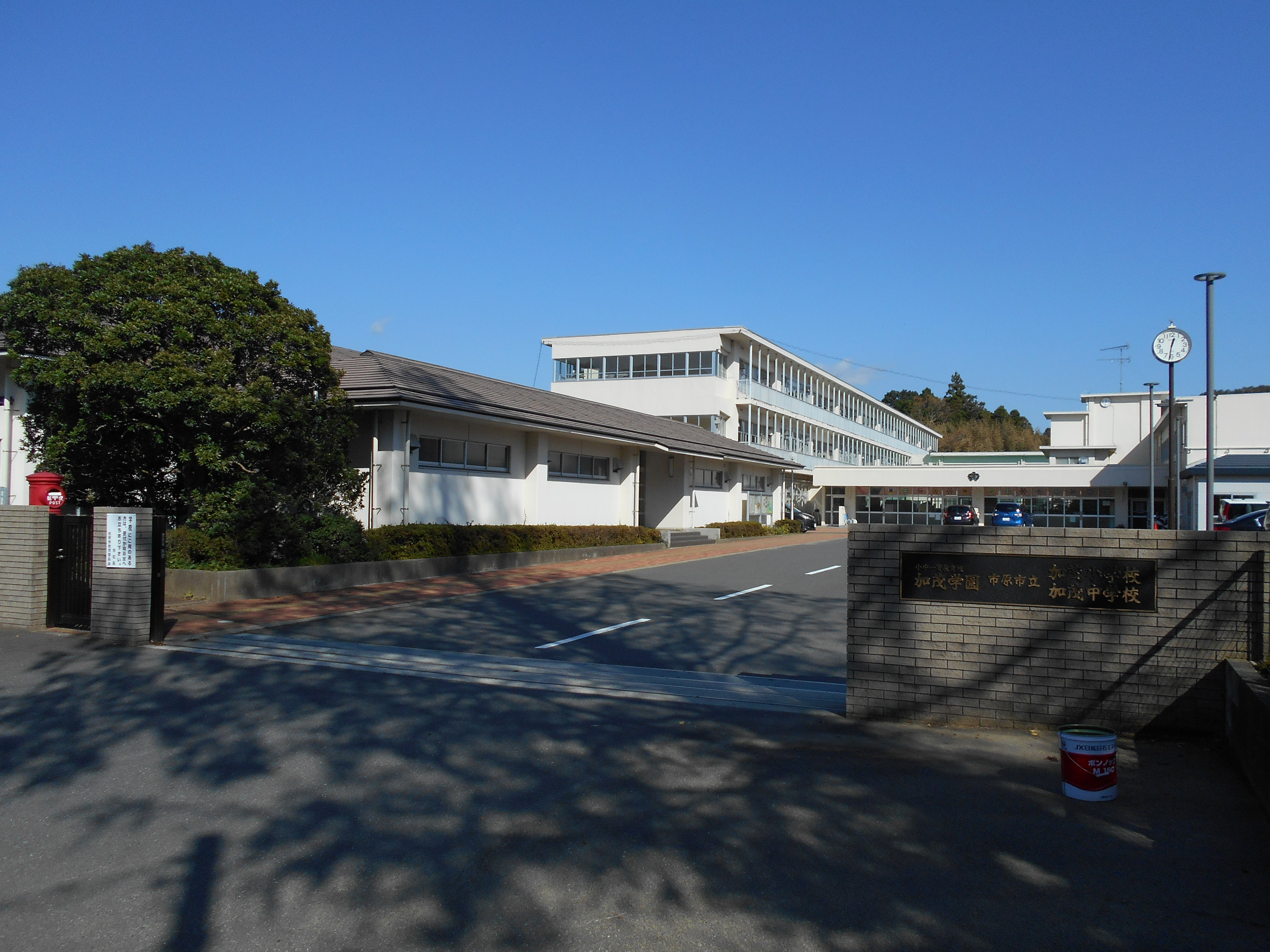
市原市立加茂学園（小中一貫校）

牛久以南の中心であり、加茂学園が隣接する。
喜動房（）倶楽部（いちはら市民活動団体）の活動により、駅構内の店舗にて毎月第1・第3土曜・日曜および祝日に喫茶店を営業し、野菜や物産品の販売も行っている。
- 千葉県道81号市原天津小湊線
- 千葉県道173号南総月出線
- 高滝湖（高滝ダム）
- 市原市役所加茂支所
- 南総消防署加茂分署
- 市原市立加茂学園（小中一貫校）
  - 市原市立加茂中学校
  - 市原市立加茂小学校
- 千葉県射撃場
- 大山祇神社
- 与市郎桜

## バス路線
最寄停留所は、駅前にある里見駅であり、以下の路線が小湊鉄道により運行されている。
| のりば | 系統 | 主要経由地 | 行先                   | 運行会社 | 備考       |
| ------ | ---- | ---------- | ---------------------- | -------- | ---------- |
| 里見駅 | 里05 | 湯原・田尾 | 市原鶴舞バスターミナル | 小湊鉄道 | 土休日運休 |

## その他

### 撮影利用作品
- フジテレビで放送されたドラマ『東京タワー 〜オカンとボクと、時々、オトン〜』のロケ地として使用された[広報 2][注 1]。
- 2010年（平成22年）インテルのCM「僕と彼女と彼女のパソコン〜出会い」篇（井川遥出演）にて使用された。
- 2012年（平成24年）武富士（日本保証）「心が躍る篇」のCMにて使用された。

## 隣の駅
小湊鉄道
■小湊鉄道線
- 里山トロッコ停車駅

高滝駅 - 里見駅 - 飯給駅